# Svaneholm Norrskog
Svaneholm Norrskog är ett naturreservat i Skurups kommun i Skåne län.
Området är naturskyddat sedan 2016 och är 89 hektar stort. Reservatet består av ägor som tillhört Svaneholms slott och består av ädellövskog.